# Arthur Hunnicutt

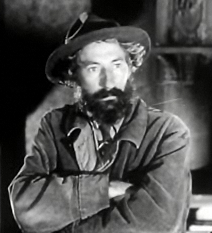
Arthur Hunnicutt i filmen Split Second (1953).

Arthur Lee Hunnicutt, född 17 februari 1911 i Gravelly i Arkansas, död 26 september 1979 i Woodland Hills i Los Angeles, var en amerikansk skådespelare.
Hunnicutt var nominerad i kategorin bästa manliga biroll vid Oscarsgalan 1953 för sin insats i Flodöverfallet, men blev utan pris.

## Filmografi i urval
- 1943 – En riddare utan fruktan
- 1945 – Murder, He Says (ej krediterad)
- 1949 – En droppe negerblod (ej krediterad)
- 1949 – Dödsdalen
- 1950 – Pionjärer
- 1950 – Den brutna pilen
- 1950 – Våldets lag (ej krediterad)
- 1951 – Ung soldat
- 1951 – Trummor i fjärran
- 1952 – Flodöverfallet
- 1952 – Rodeo
- 1953 – Split Second
- 1957 – De laglösas gisslan
- 1963 – Kardinalen
- 1965 – Cat Ballou skjuter skarpt
- 1967 – El Dorado
- 1971 – Den vilda jakten på Charlie
- 1971 – Revansch i Gun Hill
- 1974 – Harry och Tonto
- 1975 – Ge järnet, "Moonrunners"